# Minoru Honda
Minoru Honda, japonski astronom, * 26. januar 1913,  † 26. avgust 1990. 

## Delo
Odkril je dvanajst kometov. Med bolj znanimi je 45P/Honda-Mrkos-Pajdušáková. Prvi je tudi poročal o novi z oznako V1500 Cygni.
Njemu v čast so poimenovali asteroid 3904 Honda.
Asterroid 8485 Satoru se imenuje po njegovi ženi. Asteroid 11442 Seijin-Sanso se pa imenuje po njegovem observatoriju.